# Аталанти
Аталанти (гр: Αταλάντη, Atalanti) град је у Грчкој, у округу Фтиотида периферије Средишња Грчка. То је друго по величини насеље у округу.

## Положај
Аталанти се налази у јужном делу округа Фтиотида, у невеликој приморској равници на крају. Град је од најближе морске обале удаљен око 5 km.

## Становништво
Кретање становништва по пописима:
| 1981. | 1991. | 2001. | 2011. |
| ----- | ----- | ----- | ----- |
| 5.562 | 6.189 | 6.127 | 5,199 |

Град са околином има прео 10.000 становника.